# T Coronae Borealis
T Coronae Borealis (kurz T CrB) ist ein kataklysmisch veränderlicher Stern im Sternbild Nördliche Krone.
T Coronae Borealis ist circa 2.700 Lichtjahre entfernt. Der Stern ist normalerweise 10,8 mag hell und wird ungefähr alle 80 Jahre als rekurrierende (wiederkehrende) Nova über tausendmal so hell. Bei den beiden letzten Ausbrüchen 1866 und 1946 erreichte er 2,0 mag, so dass er dann sogar heller als der ansonsten hellste Stern Gemma im Sternbild Nördliche Krone und freiäugig sichtbar war.

## Historische Beobachtungen
Für das Jahr 1217 gibt es einen Augenzeugenbericht vom Mönch Burchard von Ursberg (1177–1231) über einen schnell heller werdenden Stern im Sternbild Nördliche Krone, der mehrere Tage lang mit bloßem Auge zu sehen war. Im Dezember 1787 beobachtete der englische Astronom Francis Wollaston (1731–1815), Vater von William Hyde Wollaston (1766–1828), den aufgehellten Stern, der damals mindestens eine scheinbare Helligkeit von 7,8 mag erreicht haben musste, damit er ihn feststellen konnte. Die Nova wurde am 12. Mai 1866 erneut von John Birmingham (1816–1884) beobachtet und beschrieben. Der englische Astronom William Huggins (1824–1910) konnte bei der spektroskopischen Beobachtung dieses Ausbruchs feststellen, dass die Hülle der hellen Nova aus Wasserstoff besteht. Der letzte beobachtete Ausbruch wurde kurz vorher von Pawel Petrowitsch Parenago und Boris Wassiljewitsch Kukarkin prognostiziert und begann am 9. Februar 1946.
Aus diesen Beobachtungen ergibt sich eine mittlere Periode von 80,7 Jahren, die zu den folgenden Zeitangaben für die Nova-Ausbrüche führt:
| Datum          | Jahr    | Abstand                                                  | Beobachtung            |
| -------------- | ------- | -------------------------------------------------------- | ---------------------- |
|                | ≈1217   | –                                                        | Burchard von Ursberg   |
|                | ≈1299   | ≈81,4 Jahre 1217…1787 = 570 Jahre zwischen 8 Ereignissen |                        |
|                | ≈1380   | ≈81,4 Jahre 1217…1787 = 570 Jahre zwischen 8 Ereignissen |                        |
|                | ≈1462   | ≈81,4 Jahre 1217…1787 = 570 Jahre zwischen 8 Ereignissen |                        |
|                | ≈1543   | ≈81,4 Jahre 1217…1787 = 570 Jahre zwischen 8 Ereignissen |                        |
|                | ≈1625   | ≈81,4 Jahre 1217…1787 = 570 Jahre zwischen 8 Ereignissen |                        |
|                | ≈1706   | ≈81,4 Jahre 1217…1787 = 570 Jahre zwischen 8 Ereignissen |                        |
| ≈20. Dez. 1787 | ≈1788,0 | ≈81,4 Jahre 1217…1787 = 570 Jahre zwischen 8 Ereignissen | Francis Wollaston      |
| ≈12. Maii 1866 | ≈1866,4 | ≈78,4 Jahre                                              | John Birmingham        |
| ≈09. Feb. 1946 | ≈1946,1 | ≈79,8 Jahre                                              | mehrere                |
|                | ≈2025   | ≈79-80 Jahre                                             | Prognose, Stand 1/2025 |

## Prognose Nova für 2024 – und aktuelle Beobachtung
Ein erneuter Ausbruch wurde 2023 für das Jahr 2024 vorhergesagt:
Bradley Schaefer, Astronom an der Louisiana State University und langjähriger Beobachter von T CrB, prognostizierte einen möglichen Ausbruch bis Ende 2024. Der Doppelstern sollte dann mehrere Tage mit freiem Auge sichtbar sein, etwas mehr als eine Woche mit einem Feldstecher, maximal etwa so hell wie Alphecca, der hellste Stern in Corona Borealis.
Diese Prognose trat nicht ein.

## Beobachtung
Bei einer scheinbaren Helligkeit der zweiten Größenklasse, die für einen Ausbruch der Nova zu erwarten ist, muss T Coronae Borealis mindestens drei Bogengrad über dem Horizont stehen, um freiäugig gesehen werden zu können, da das Licht durch die Extinktion in der Troposphäre sonst zu stark abgeschwächt wird. Ferner sollte die astronomische Dämmerung erreicht sein, weil sonst das Restlicht der Sonnenstrahlung das Sternenlicht überdeckt.
Das Sternbild Nördliche Krone ist in Deutschland ganzjährig zu beobachten, von Januar bis September kann es gegen Mitternacht bei Sonnentiefststand gesehen werden. In der folgenden Darstellung sind die Beobachtungsfenster für die Beobachtung von T Coronae Borealis in den Monaten von Februar bis August angegeben. Im Februar geht der Stern am späten Abend im Nordosten auf. Der Meridiandurchgang im Süden kann ab März in den späten Nachtstunden kurz vor Ende der astronomischen Dämmerung beobachtet werden. Wegen der Sommersonnenwende ist das Beobachtungsfenster im Juni nur ungefähr drei Stunden groß und danach kann der Meridiandurchgang nicht mehr beobachtet werden. Im Laufe des Augusts geht der Stern bereits vor dem Ende der astronomischen Dämmerung unter.

T Coronae Borealis
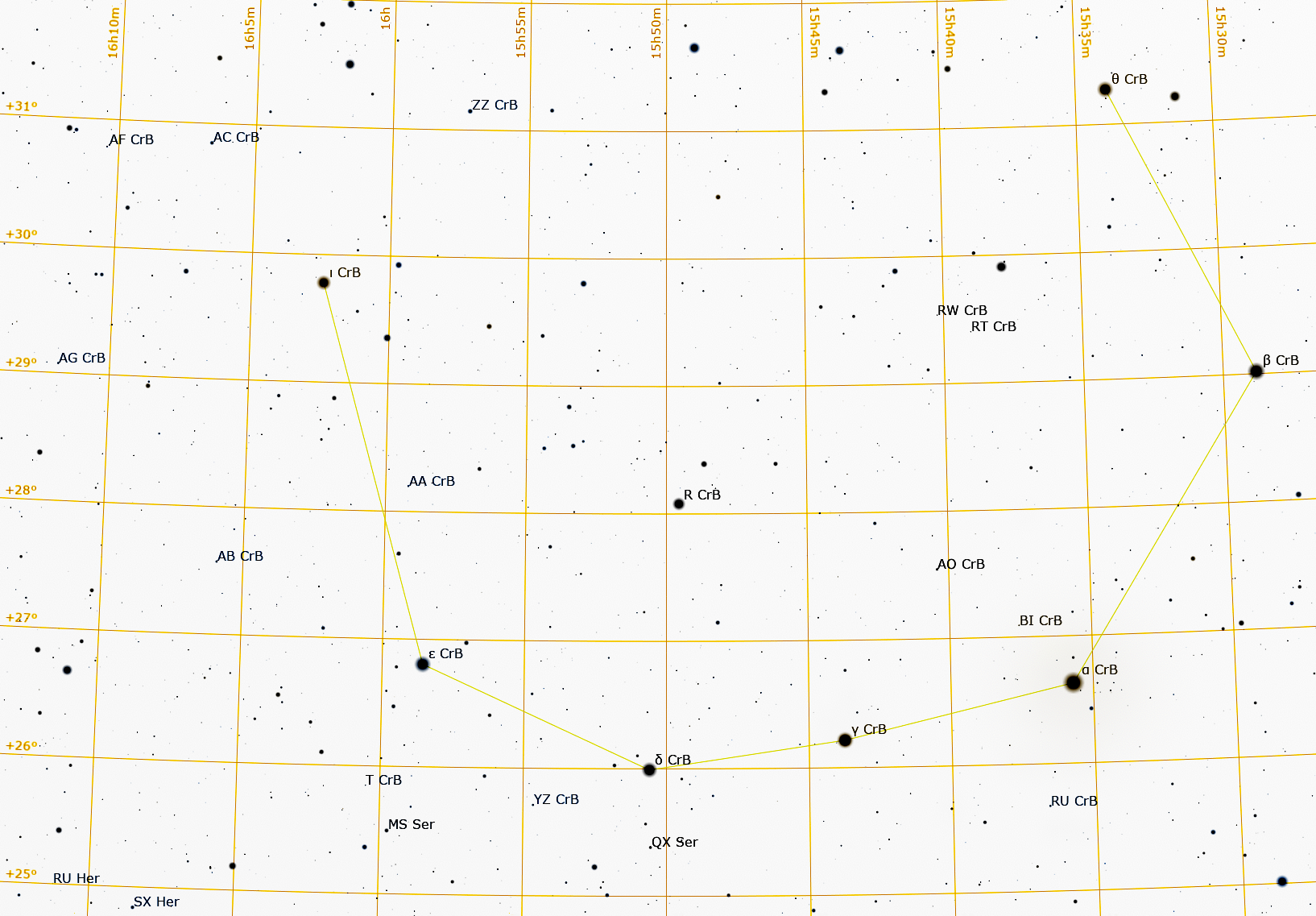
T Coronae Borealis (T CrB) kann wie folgt aufgesucht werden: die Hälfte der Länge der Verbindungslinie von δ CrB nach ε CrB bei ε CrB im rechten Winkel nach links abtragen.
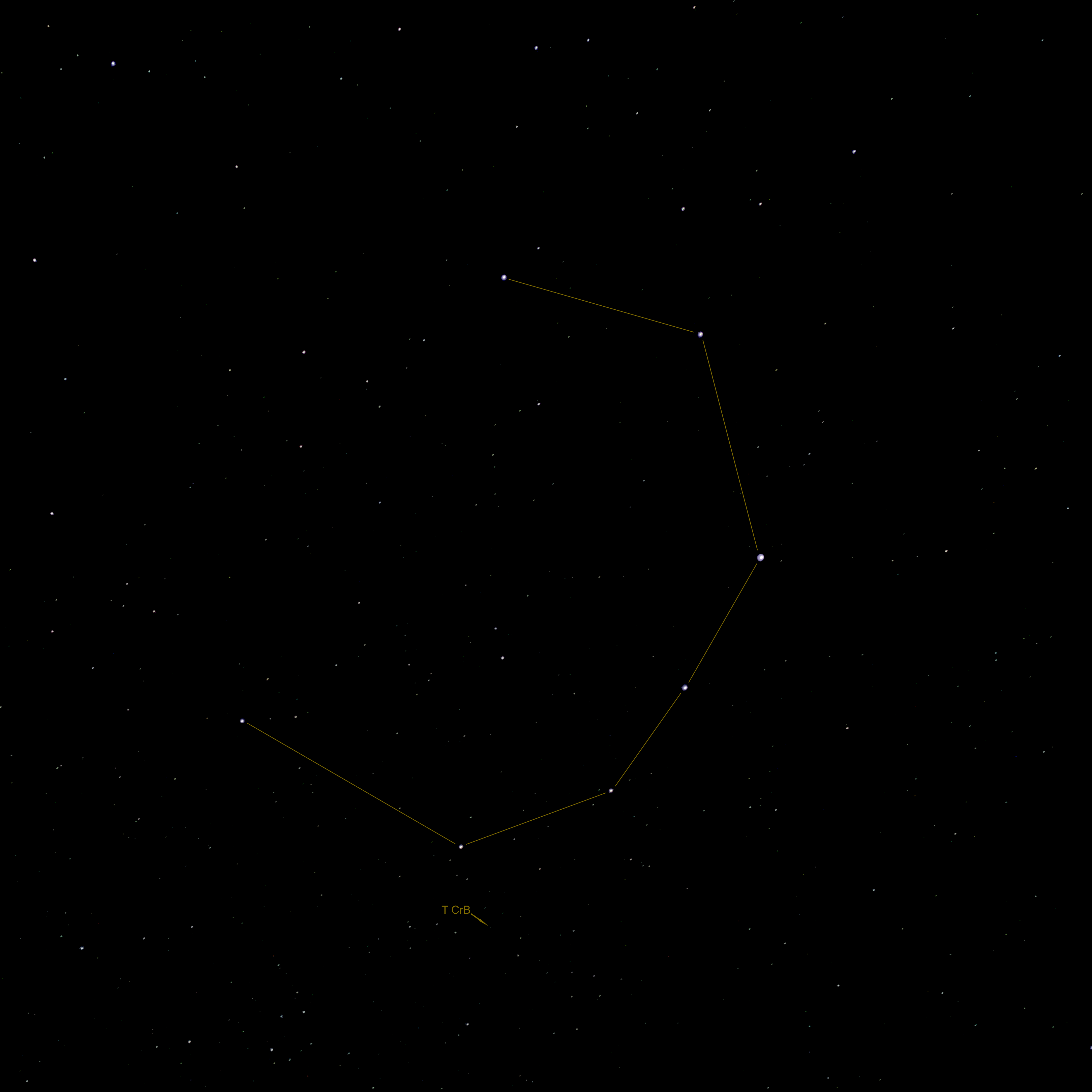
Aufnahme des Sternbilds Corona Borealis mit Sternbildlinien und der Lage des Sterns T Coronae Borealis.
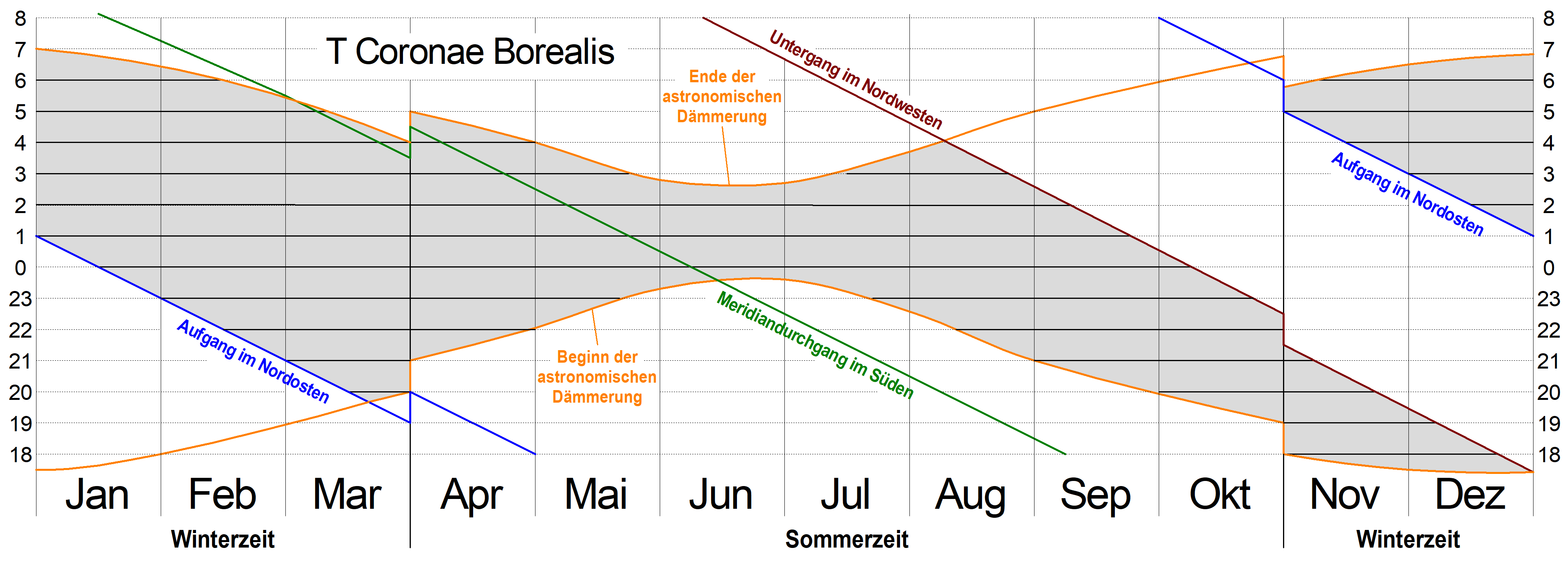
Die Beobachtungszeiten (grauer Bereich) für den Stern T Coronae Borealis für Berlin.

## Beschreibung

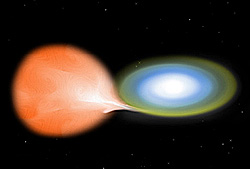
Künstlerische Darstellung des Szenarios mit einem Roten Riesen, der die Akkretionsscheibe eines Weißen Zwergs speist.

Es handelt sich um einen sogenannten symbiotischen Stern, also ein Doppelsternsystem, bei dem sich ein ausgedehnter Roter Riese und ein kompakter Weißer Zwerg in relativ engem Abstand umkreisen. Der Abstand beträgt eine halbe Astronomische Einheit und die Umlaufzeit ungefähr 228 Tage. Die Materie aus der Gashülle des Roten Riesen strömt auf den Weißen Zwerg über, der sich vermutlich bereits innerhalb der Roche-Grenze befindet. Wird eine kritische Masse erreicht, setzen Fusionsprozesse ein, die als explosionsartige Helligkeitsausbrüche (Novae) beobachtet werden können, die nach drei bis vier Wochen abgeklungen sind, nachdem der Wasserstoff in der Atmosphäre des Weißen Zwerges verbraucht ist. Danach strahlt der Weiße Zwerg mit seiner normalen Helligkeit weiter.
Der Buchstabe „T“ vor dem Namen identifiziert nach den Konventionen zur Benennung veränderlicher Sterne diesen Stern als den dritten, der im Sternbild Nördliche Krone entdeckt wurde.